# ホークアイ (装甲車)
ホークアイ（ハーケイ、Hawkei）は、歩兵機動車に分類される4輪駆動の装輪装甲車である。
オーストラリア国防軍の非装甲車両（ソフトスキン）とランドローバーペレンティー軽装甲パトロール車両（ADF）の一部の後継として採用された。高い機動性と防護力を有し、戦闘プラットフォームとして使用するシステムが組み込まれている。電子装備は特殊なミッションシステムに対応し、兵員輸送、偵察、警戒・監視、指揮統制、電子戦、連絡など、多様な任務への対応を目的として開発された。
元請業者には国内企業のタレス・オーストラリア、ボーイング・オーストラリアほか、プラサン（イスラエル）やPACグループが含まれる。名称のホークアイ（Hawkei）は、オーストラリア固有のコブラ科の毒ヘビの一種であるAcanthophis hawkeiにちなむ

## 概要
ホークアイはオーストラリア国防軍の支援車輛最大1,300輌の代替プロジェクトの一環であるプロジェクトランド121フェーズ4 –防護機動車両（軽装甲）またはPMV-Lプロジェクトの要求に基づいて開発された。プロジェクトの主な基準には、不整地走行能力、汎用モジュール設計、大量の搭載量、地雷及び即席爆発装置に対する高レベルの防護性、軍用ヘリコプターで空輸可能な重量の防弾車両であることが要求されている。プロジェクトの一部として検討された3つのオプションは以下の内容。
- オプション1:Joint Light Tactical Vehicle（JLTV）プログラム-PMV-L要件を米国のJLTVプログラムに合わせて、高機動多目的装輪車両またはハンヴィーへの代替（2015年8月25日にオシュコシュ・コーポレーションがL-ATVを提供）
- オプション2:オーストラリアで製造およびサポート態勢を確立。（MSA）
- オプション3:輸入調達–このオプションの追求は、オプション1および2に関するオーストラリア政府の決定に従うもの。

MSAオプションの競技者は、戦闘実績のあるMOWAGイーグルIV及びゼネラルダイナミクスランドシステム、イギリス軍は部隊防護からオセロットLPPVを候補とし、タレスオーストラリアからはホークアイが提供。JTLVオプションには、BAE Systems / Navistar、 AM General / General Dynamics 、およびロッキード・マーティンからのエントリーが含まれていた。
2011年12月、オーストラリア国防省は、MSAオプションの下でのさらなる開発とテストのための優先車両としてホークアイを発表。
2015年10月、マルコムターンブル首相 とマライズペイン国防大臣は、 13億ドルの費用で1,100輌のホークアイ装甲車と1,000輌のトレーラーを購入したと発表。
2017年11月、ホークアイはポーランドによって国軍の近代化の一環として検討されていたと報告された。これにより、最初に50輌の車両を購入し、長期的には700輌もの車両を購入する可能性がある。 2020年9月、ホークアイはポーランド大会に出場する4輌の車両の1輌として発表された。
2018年9月、オーストラリア国家監査局は、ホークアイプロジェクトの側面を批判するレポートを発表。報告書は、オーストラリアはホークアイ調達の競争を提供するためにJLTVプログラムに留まるべきであり、国防省はホークアイプログラムについて大臣に十分な情報を提供していなかったと判断した。これには、オーストラリアで車両を製造することによるメリットがほとんどないことが判明した調査結果を大臣に提供しなかったことが含まれていた。クリスチャン・ポーター司法長官は、監査の公開は国家安全保障上の問題から、ANAO（オーストラリア会計検査院）の監査のいくつかの要素を非公開とした。タレスは、報告書から資料を削除することを求めて、当年の初めに法的措置を講じていた。レポートの抑制された要素のいくつかは、情報の自由の要求に続いて2021年にリリースされ、国防省がJLTVと比較してホークアイが金銭的価値を表していることを証明できなかったことを示す資料が含まれていた。
2018年12月現在、ホークアイは2018年11月19日に実施された実証試験に続いて信頼性の問題に直面しており、フルレートの生産が遅れている。
2020年9月、リンダレイノルズ国防相とメリッサプライス国防産業相は、ホークアイがビクトリア州ベンディゴにあるタレスの施設で月に約50輌の速度でフルレート生産に入る準備ができていることを確認した。1,100輌のホークアイと1,058輌のトレーラーが発注された。
2022年3月、日本の防衛省防衛装備庁は「軽装甲機動車の後継装備品」を三菱重工業、丸紅エアロスペースと契約。三菱重工業がホークアイを提案している。
|          | 軽装甲機動車 | VBL      | エノク  | コブラ   | LMV       | イーグル |
| -------- | ------------ | -------- | ------- | -------- | --------- | -------- |
| 画像     |              |          |         |          |           |          |
| 全長     | 4.4 m        | 3.87 m   | 4.82 m  | 5.23 m   | 5.50 m    | 5.37 m   |
| 全幅     | 2.04 m       | 2.02 m   | 1.90 m  | 2.22 m   | 2.05 m    | 2.16 m   |
| 全高     | 1.85 m       | 1.70 m   | 1.90 m  | 2.10 m   | 1.95 m    | 2.0 m    |
| 重量     | 約4.5 t      | 約3.59 t | 約5.4 t | 約6.2 t  | 約6.5 t   | 約8.5 t  |
| 最高速度 | 100 km/h     | 95 km/h  | 96 km/h | 115 km/h | 130 km/h  | 110 km/h |
| 乗員数   | 1+3 - 4名    | 2 - 3名  | 2 - 6名 | 1+8名    | 1+3 - 6名 | 1+4名    |

|          | EQ2050   | GAZ-2330 | ハスキーTSV     | ホークアイ | KLTV     | L-ATV    |
| -------- | -------- | -------- | --------------- | ---------- | -------- | -------- |
| 画像     |          |          |                 |            |          |          |
| 全長     | 4.97 m   | 5.70 m   | 5.84 - 6.86 m   | 5.78 m     | 4.90 m   | 6.2 m    |
| 全幅     | 2.134 m  | 2.30 m   | 2.438 m         | 2.39 m     | 2.20 m   | 2.5 m    |
| 全高     | 1.916 m  | 2.30 m   | 2.311 - 2.362 m | 2.39 m     | 2.0 m    | 2.6 m    |
| 重量     | 約3.25 t | 約7.6 t  |                 | 約7.0 t    | 約5.7 t  | 約6.4 t  |
| 最高速度 | 135 km/h | 140 km/h |                 | 130 km/h   | 130 km/h | 110 km/h |
| 乗員数   | 1+3名    | 2+10名   | 2+2名           | 1+4 - 5名  | 1+6名    | 1+3名    |

## 仕様

### 4ドア仕様
4名～6名の乗員が搭乗可能なデュアルキャブ仕様。最大12.7mm重機関銃、または40mmAGL等RWSを備えた様々な武器システムをオプションとする。

### 2ドア
フラットベッドカーゴエリアを備えたシングルエステンデッドキャブ。長さ：2,000 mm（79インチ）x幅：2,400 mm（94インチ）。車両には2〜3名の乗員が乗車し、車両総重量は6,800 kg（14,991 lb）、定格貨物積載量は3,000 kg（6,614 lb）。ロードベッドは、4つの1000mm×1200mm（40 "x 48"）NATO標準軍用パレットまたは1つのTRICON（軍用特殊コンテナ 3分の1 ISO 20フィート）コンテナを収容するように設計されている。

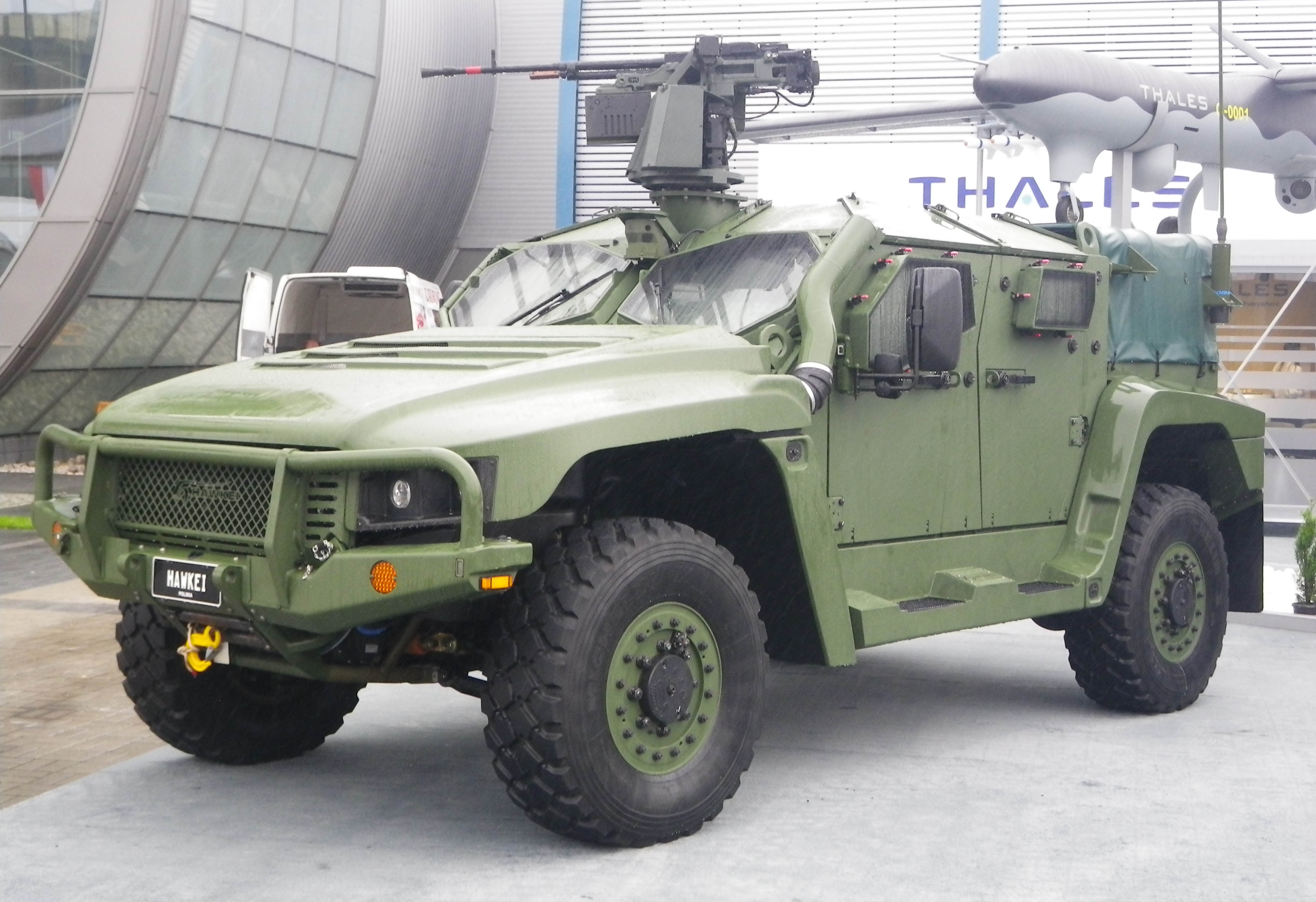
標準仕様 Hawkei at International Defence Industry Exhibition 2017 in Poland
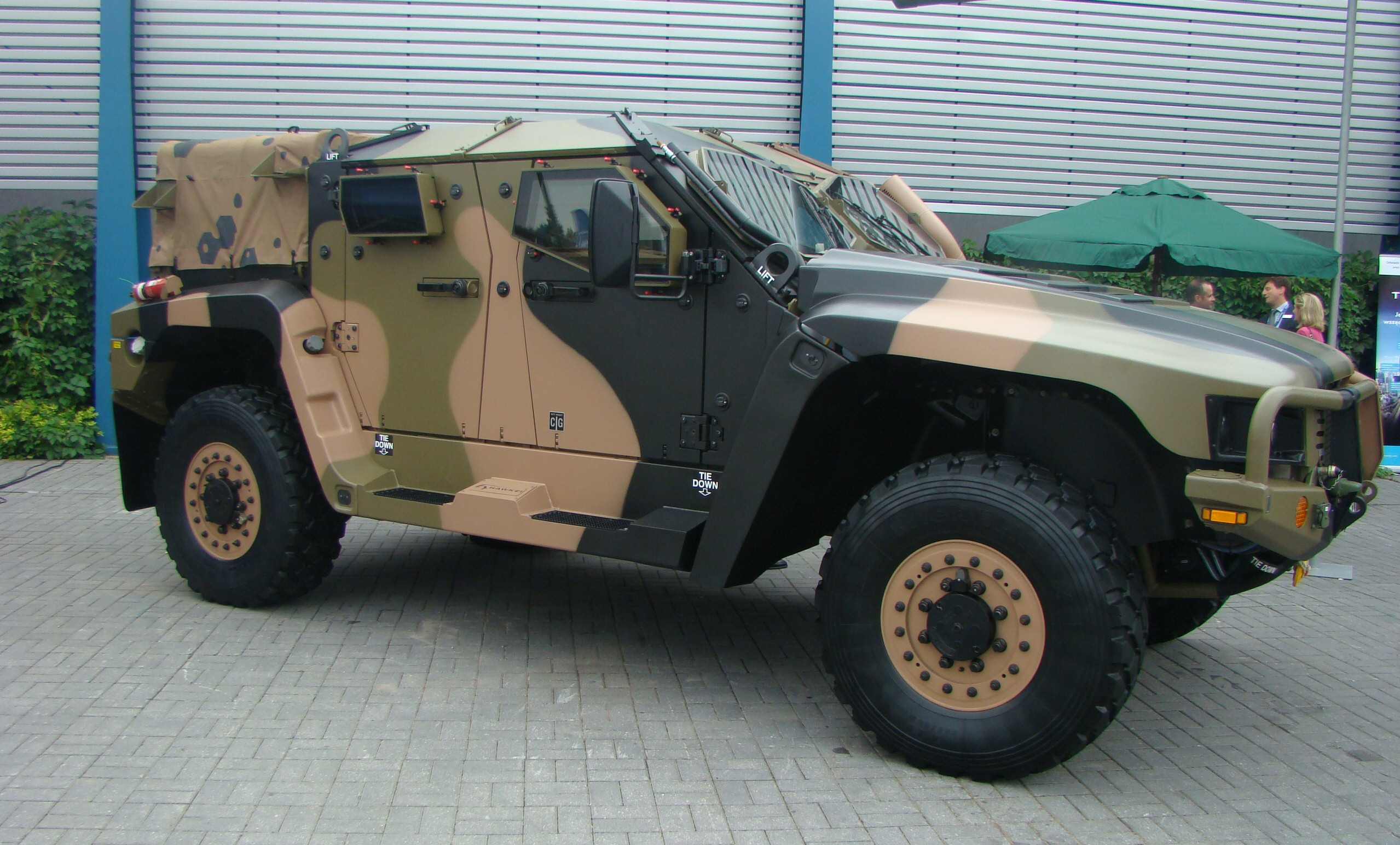
4ドア仕様
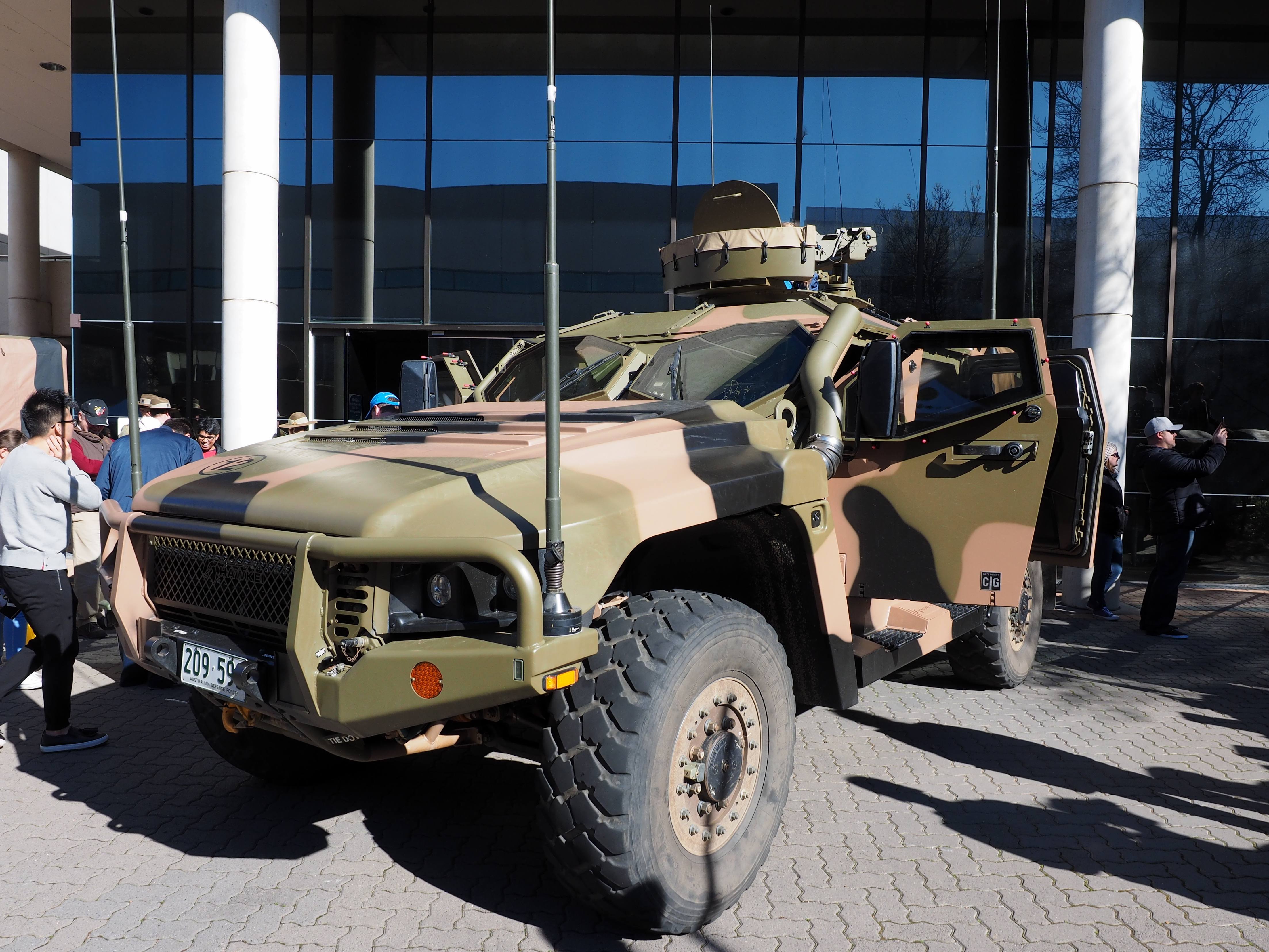
A four doored Hawkei variant at the 2016 ADFA Open Day
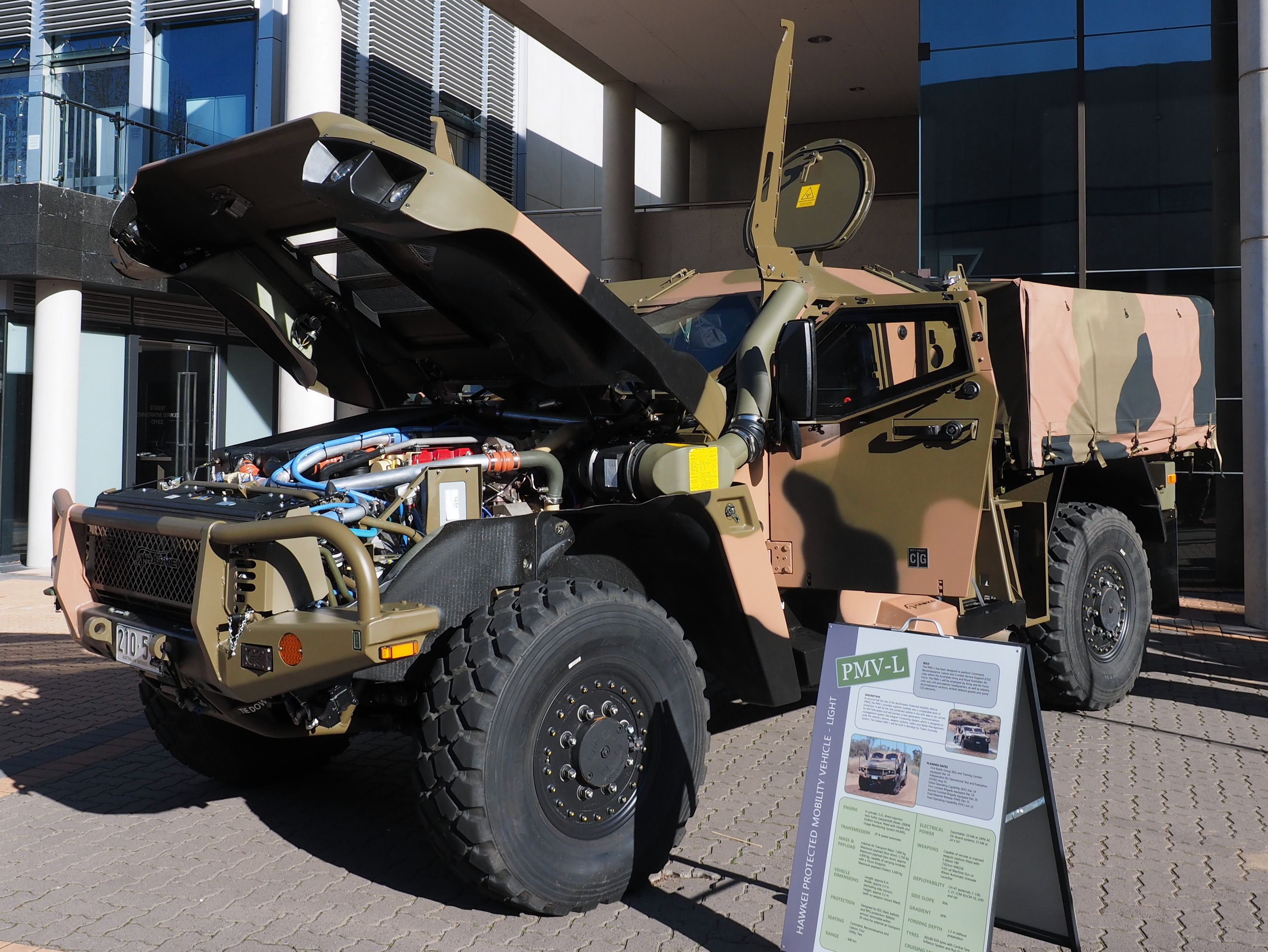
多用途仕様 2016年
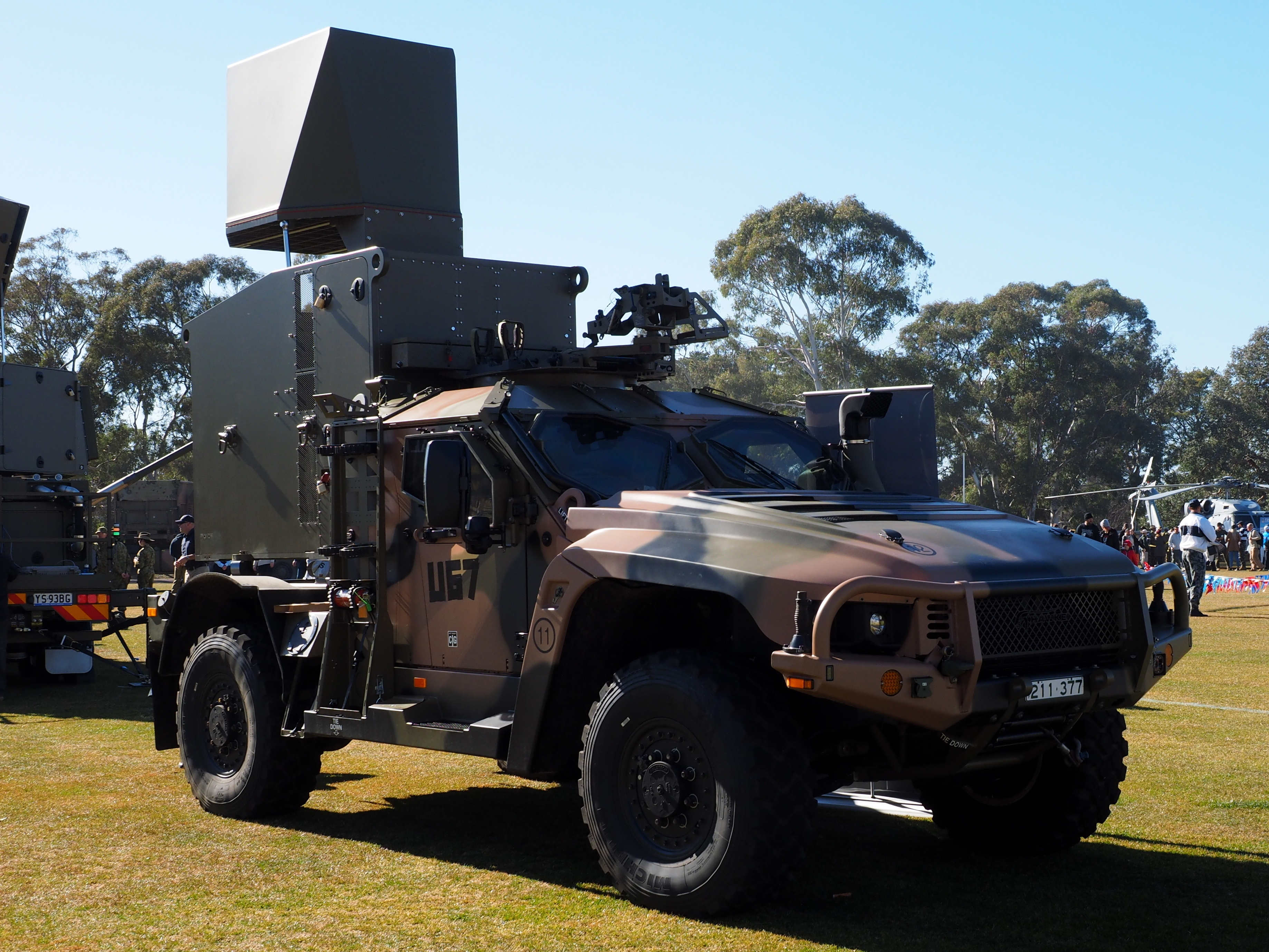
A Hawkei fitted with a radar at the 2019 ADFA Open Day
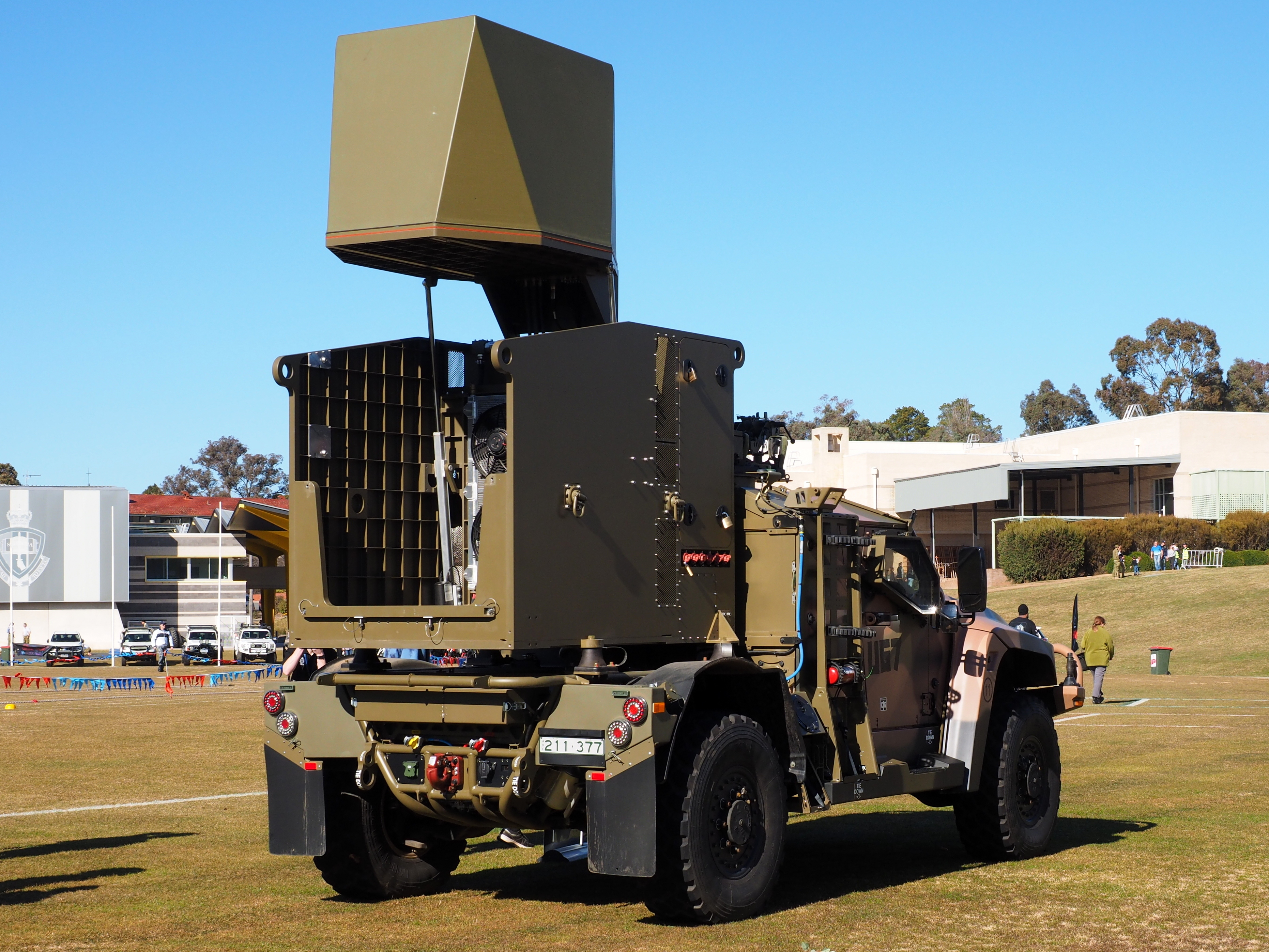
A Hawkei fitted with a radar at the 2019 ADFA Open Day

## 提案されている仕様

### 特殊作戦仕様
最大3つの兵器システムを備えた4〜6人の乗員が搭乗可能なデュアルキャブ仕様
- 副操縦手用フロントスイングマウント
- 屋根に取り付けられた手動ターレットマウントまたはRWS（遠隔武器ステーション）
- 後ろ向きのスイングマウント。

オプションには、フルドア、ハーフドア、フロントガラス、ペイロード用のスケーラブルなラックシステムが含まれる。

### 国境警備任務仕様
4〜6人の乗員が乗車するデュアルキャブ仕様、レーダー、警戒・監視、通信システムなどの多様な機器をオプションとする